# Weiltingen
Weiltingen település Németországban, azon belül Bajorországban. Lakosainak száma 1423 fő (2023. december 31.).

## Népesség
A település népessége az elmúlt években az alábbi módon változott:
| Lakosok száma | 767  | 980  | 805  | 1289 | 1359 | 1358 | 1381 | 1369 | 1408 | 1423 |
|               | 1875 | 1950 | 1975 | 1987 | 2012 | 2014 | 2016 | 2017 | 2021 | 2023 |